# OR4F5
OR4F5 (англ. Olfactory receptor family 4 subfamily F member 5) – білок, який кодується однойменним геном, розташованим у людей на короткому плечі 1-ї хромосоми.  Довжина поліпептидного ланцюга білка становить 305 амінокислот, а молекулярна маса — 34 330.
| 10         |  | 20         |  | 30         |  | 40         |  | 50         |
| ---------- |  | ---------- |  | ---------- |  | ---------- |  | ---------- |
| MVTEFIFLGL |  | SDSQELQTFL |  | FMLFFVFYGG |  | IVFGNLLIVI |  | TVVSDSHLHS |
| PMYFLLANLS |  | LIDLSLSSVT |  | APKMITDFFS |  | QRKVISFKGC |  | LVQIFLLHFF |
| GGSEMVILIA |  | MGFDRYIAIC |  | KPLHYTTIMC |  | GNACVGIMAV |  | TWGIGFLHSV |
| SQLAFAVHLL |  | FCGPNEVDSF |  | YCDLPRVIKL |  | ACTDTYRLDI |  | MVIANSGVLT |
| VCSFVLLIIS |  | YTIILMTIQH |  | RPLDKSSKAL |  | STLTAHITVV |  | LLFFGPCVFI |
| YAWPFPIKSL |  | DKFLAVFYSV |  | ITPLLNPIIY |  | TLRNKDMKTA |  | IRQLRKWDAH |
| SSVKF      |  |            |  |            |  |            |  |            |

A: Аланін

C: Цистеїн

D: Аспарагінова кислота

E: Глутамінова кислота

F: Фенілаланін

G: Гліцин

H: Гістидин

I: Ізолейцин

K: Лізин

L: Лейцин

M: Метіонін

N: Аспарагін

P: Пролін

Q: Глутамін

R: Аргінін

S: Серин

T: Треонін

V: Валін

W: Триптофан

Кодований геном білок за функціями належить до рецепторів, g-білокспряжених рецепторів, білків внутрішньоклітинного сигналінгу. 
Локалізований у клітинній мембрані.